# ألفرد جونز (لاعب كريكت)
ألفرد جونز (22 يناير 1868 في أستراليا - 13 فبراير 1934) (بالإنجليزية: Alfred Johns)‏ هو لاعب كريكت أسترالي. لعب مع فريق فكتوريا للكريكت.

## وصلات خارجية
- ألفرد جونز على موقع إي آس بي آن كريك إنفو (الإنجليزية)